# Kozîrka, Oceac
Kozîrka (în ucraineană Козирка) este localitatea de reședință a comunei Kozîrka din raionul Oceac, regiunea Mîkolaiiv, Ucraina.

## Demografie
Componența lingvistică a localității Kozîrka
     Ucraineană (80,53%)
     Rusă (17,29%)
     Română (1,27%)
     Alte limbi (0,45%)
Conform recensământului din 2001, majoritatea populației localității Kozîrka era vorbitoare de ucraineană (80,53%), existând în minoritate și vorbitori de rusă (17,29%) și română (1,27%).